# 弦楽四重奏曲第3番 (メンデルスゾーン)
弦楽四重奏曲第3番 ニ長調 作品44-1は、フェリックス・メンデルスゾーンが1838年に作曲した弦楽四重奏曲である。

## 概要
作品44は3つの弦楽四重奏曲（第3番、第4番、第5番）から成る。長調の第3番と第5番が作曲されたのが1838年で、短調の第4番は1837年に作曲、1839年に改訂されている。1838年にはメンデルスゾーンの長男カールが誕生しており、曲の持つ明るい雰囲気を一家の慶事に結び付ける見方もある。
以前に書かれた第1番と第2番はベートーヴェンの後期弦楽四重奏曲の影響下にあり、それらの楽曲を研究した成果を発揮したメンデルスゾーンであったが、第3番からは独自の語法の発露がみられる。
作品44の3曲はまとめてスウェーデンの廃太子ヴァーサ公グスタフに献呈された。演奏時間は約30-31分

## 楽曲構成
メンデルスゾーンの他の弦楽四重奏曲同様、4つの楽章から構成されている。

### 第1楽章
モルト・アレグロ・ヴィヴァーチェ 4/4拍子 ニ長調
ソナタ形式。多様な要素が盛り込まれた意欲的な楽章。冒頭より活気のある第1主題が提示される（譜例1）。
譜例1
主題に続く、譜例2の重層的にうねるような楽想は以降も楽章中でたびたび現れるため強く印象付けられる。第1ヴァイオリンは当初伸びやかな旋律を奏でるが、まもなくうねりの中に加わる。
譜例2
譜例1、譜例2がやや変形を加えられながら再度同じ順番で奏されて確保された後、第2主題が嬰ヘ短調に現れる（譜例3）。
譜例3
第2主題が静かな上昇音階で終わりを迎えると、譜例1を用いた結尾句が30小節続いて提示部を締めくくる。なお、提示部の終わりには反復が指示されており、譜例1の2小節目からの繰り返しとなる。展開部は第1主題からはじまるもののすぐに譜例2の展開へと移り、展開部全体の3分の1（110小節中の約33小節）がこれに費やされる。残りの3分の2は第1主題を用いたものとなり、主題のリズム素材を利用して精力的に展開されていく。再現部では第1主題に続いて譜例2もほぼそのまま再現され、第2主題がロ短調で続く。コーダ前半では対位法的趣向を存分に聞かせ、後半は第1主題を基本としながらも終了直前に譜例2を再度登場させ、そこから息の長いクレッシェンドをかけて強奏で楽章を結ぶ。

### 第2楽章
メヌエット: ウン・ポコ・アレグレット 3/4 ニ長調
三部形式。メンデルスゾーンはベートーヴェン以降一般的となっていたスケルツォではなく、優美なメヌエットを採用した。前奏なしに豊かな旋律が奏でられるところから楽章は開始される（譜例4）。
譜例4
中間部では短調に転じ、譜例5に示すような8分音符による連綿たる音楽となる。
譜例5
その後は譜例4へと戻って進められ、終了直前に譜例5が顔を出して弱音に終止する。

### 第3楽章
アンダンテ・エスプレッシーヴォ・マ・コン・モート 2/4拍子 ロ短調
低弦部のピッツィカートの伴奏に乗り、譜例6が奏でられる。
譜例6
終始穏やかな調子を崩すことなく進められる中でも、休符を含みカンタービレで奏される譜例7は印象深い。
譜例7
第1ヴァイオリンのカデンツァ様の独奏部が長いトリルで終わりを迎えると、短い結尾句を経て最後は弱音のピッツィカートで楽章を閉じる。

### 第4楽章
プレスト・コン・ブリオ 12/8拍子 ニ長調
舞踏性のあるリズムが技巧的に奏される活気溢れる楽章である。前楽章までの静寂を破る強い調子の前奏で始まる（譜例8）。譜例8の前半部、後半部はそれぞれ楽章中の至る個所で用いられることになる重要なものである。
譜例8
10小節目でトレモロの伴奏の上に提示される主題は譜例9の通り。
譜例9
続いて登場するイ長調の旋律は穏やかな性格で、活発な他の素材と対比される（譜例10）。
譜例10
曲はこれら3つの要素が複雑に入り組んだ形で構成される。しばらく発展すると強奏で譜例8が回帰して譜例9、譜例10が続けて出されるが、譜例10は変ロ長調となる。その後も主に譜例8に基づく息つかせぬ展開が行われ、最強音での1オクターヴ高い音から譜例9が再現されると今度はニ長調となった譜例10が続く。以降勢いを緩めることなく進められ、充実したコーダを経てフォルテッシモで全曲の幕を閉じる。